# Tamati Williams
Tamati Williams (19 de enero de 1984 en Dunedin) es un futbolista neozelandés que juega como arquero en el Aalborg de la Superligaen danesa.

## Carrera
Debutó en 2004 en el University-Mount Wellington. Con sus buenas actuaciones llamó la atención del Auckland City que lo incorporó de cara a la temporada 2007-08, sin embargo, las intenciones de Williams, centrado en una carrera como modelo, lo hicieron renunciar al fútbol semiprofesional para permanecer en el amateur, jugando para el Forrest Hill Milford entre 2008 y 2011. Cuando dejó su trabajo de modelo en 2012, fue contratado por el Auckland City nuevamente. En 2015 viajó a los Países Bajos en busca de conseguir un contrato profesional, el cual finalmente logró en 2016 cuando el Waalwijk lo contrató. A pesar de ser generalmente titular durante la temporada 2016-17, dejó el elenco en 2017, firmando con el Aalborg danés.

### Clubes
| Club                        | País          | Año             |
| --------------------------- | ------------- | --------------- |
| University-Mount Wellington | Nueva Zelanda | 2004 - 2007     |
| Auckland City Football Club | Nueva Zelanda | 2007 - 2008     |
| Forrest Hill Milford        | Nueva Zelanda | 2008 - 2011     |
| Auckland City Football Club | Nueva Zelanda | 2012 - 2015     |
| RKC Waalwijk                | Países Bajos  | 2016 - 2017     |
| Aalborg Boldspilklub        | Dinamarca     | 2017 - Presente |

### Selección nacional
Fue el tercer arquero de los All Whites en la Copa de las Naciones de la OFC 2004 y el suplente en varios partidos entre 2013 y 2014 hasta que hizo su debut finalmente en el amistoso ante Sudáfrica que terminó en empate 0-0 disputado el 30 de mayo de 2014 luego de ingresar desde el banco en reemplazo de Glen Moss. Posteriormente sería convocado para la Copa de las Naciones de la OFC 2016, en la que Nueva Zelanda obtuvo el título, y para la Copa FIFA Confederaciones 2017.

#### Partidos e invictos internacionales
| Partidos e invictos internacionales | Partidos e invictos internacionales | Partidos e invictos internacionales | Partidos e invictos internacionales | Partidos e invictos internacionales | Partidos e invictos internacionales | Partidos e invictos internacionales |
| #                                   | Fecha                               | Estadio                             | Rival                               | Resultado                           | Competición                         | Invicto                             |
| ----------------------------------- | ----------------------------------- | ----------------------------------- | ----------------------------------- | ----------------------------------- | ----------------------------------- | ----------------------------------- |
| 2014                                |                                     |                                     |                                     |                                     |                                     |                                     |
| 1                                   | 30 de mayo                          | Mount Smart Stadium, Auckland       | Sudáfrica                           | 0 – 0                               | Amistoso                            | 1 (1)                               |

## Palmarés
| Título               | Club               | País          | Año     |
| -------------------- | ------------------ | ------------- | ------- |
| Liga de Campeones    | Auckland City      | Nueva Zelanda | 2013    |
| Charity Cup          | Auckland City      | Nueva Zelanda | 2013    |
| ASB Premiership      | Auckland City      | Nueva Zelanda | 2013-14 |
| Liga de Campeones    | Auckland City      | Nueva Zelanda | 2014    |
| ASB Premiership      | Auckland City      | Nueva Zelanda | 2014-15 |
| Liga de Campeones    | Auckland City      | Nueva Zelanda | 2015    |
| Copa de las Naciones | Selección nacional | Nueva Zelanda | 2016    |